# زينزيلي (مقاطعة أستراخان)
زينزيلي (بالروسية: Зензели) هي مدينة في مقاطعة أستراخان أوبلاست في روسيا. يبلغ عدد سكانها حوالي 3114 نسمة.